# Aragac
Aragac (armensko Արագած, včasih tudi Aragatz) je s 4090 metri najvišja gora Republike Armenije. Gora leži v provinci Aragacotn (kar pomeni vznožje Aragaca), približno 40 km severozahodno od Erevana. Najvišji vrh se nahaja na 40° 33′ severne zemljepisne širine in 44° 7′ vzhodne zemljepisne dolžine.
Gora je ugasel stratovulkan, ki je nastal v holocenu. Ima štiri vrhove, ki tvorijo obroč okoli ognjeniškega kraterja. Najvišji je severni vrh s 4090 m, po višini mu sledijo zahodni (4080 m), vzhodni (3916 m) in južni vrh (3879 m).
Na južnem pobočju gore približno na višini 2000 m se nahaja trdnjava Amberd, ki je današnjo podobo dobila v 12. stoletju. Na višini približno 3190 m, ob umetnem jezeru Kari, so leta 1943 postavili postajo za preučevanje vesoljskih sevanj. Južno in nekoliko niže (na višini 1405 m) od nje so leta 1946 postavili astrofizikalni observatorij Bjurakan in ga leta 1998 poimenovali po ustanovitelju Viktorju Amazaspoviču Ambarcumjanu. V 1980. letih je bil v bližini, na višini 1711 m, zgrajen tudi Radijsko-optični observatorij Orgov, eden največjih tovrstnih objektov na svetu.
Kljub temu, da gre za najvišjo goro, pa Aragac pri Armencih nima takšnega simbolnega pomena kot dobrih 1000 m višji Ararat, ki danes leži v Turčiji.